# Josef Kótay
Josef Kótay (Neufeld an der Leitha, 13 augustus 1909 – aldaar, 25 juni 1980) was een Oostenrijks componist, muziekpedagoog en militaire kapelmeester.

## Levensloop
Kótay studeerde aan de Musikakademie Wien. In 1929 werd hij kapelmeester van een militaire muziekkapel van het Oostenrijkse leger (Österreichisches Bundesheer). Van 1948 tot 1952 was hij directeur van de muziekschool in Neufeld an der Leitha. Van 1950 tot 1952 was hij dirigent van de Musikverein Freistadt Rust. Van 1952 tot 1957 was hij dirigent van de Politiekapel Burgenland (Gendarmeriemusik Burgenland) in Eisenstadt. Van 1957 tot 1971 was hij dirigent van de militaire muziekkapel van de Oostenrijkse deelstaat Burgenland (Militärmusik Burgenland), de voormalige Militärmusikkapelle der 1. Brigade Eisenstadt. Daarna ging hij met pensioen. Vanaf 1965 was hij Landeskapellmeister van de federatie van blaasorkesten in de Oostenrijkse deelstaat Burgenland.
Daarnaast componeerde hij werken voor harmonieorkest, vocale muziek en kamermuziek. 

## Composities

### Werken voor harmonieorkest
- 1978 Die schöne Burgenländerin, wals
- 1979 Allegretto Capriccioso
- 1979-1981 Klänge aus dem Burgenland
- 1979 Kleine Plaudertasche (Mariand'l), intermezzo
- 1980 Curak (Was eine Dorfquelle erzählt), fantasie
- 1980 Marzer-Polka
- Burgenländischer Gendarmerie-Marsch
- Ein Nachmittag auf Schloß Rechnitz, symfonisch gedicht
  1. Begrüßung
  2. Einzug der Gäste
  3. Reitturnier
  4. Festtafel
  5. Zum Tanz
  6. Ausklang
- Feierlicher Beginn
- Gruss an Zwerndorf, mars
- Hongaarse mars nr. 1 (Ungarischer Marsch Nr. 1)
- Hornsteiner-Polka
- Kirschen-Cocktail aus Donnerskirchen
- Ruster Storchenparade
- Trompetereien, voor 2 trompetten en harmonieorkest

### Kamermuziek
- 3 kleine stukken, voor blaaskwintet